# Quartz
Quartz представляет собой пару технологий Mac OS X, являющихся частью Core Graphics framework: Quartz 2D и Quartz Composer. Она включает 2D-прорисовщик и движок композитора, который посылает инструкции графической карте. Благодаря изначальному использованию векторной графики под Quartz обычно понимают технологию Core Graphics. 
В более общем значении термины Quartz и технологии Quartz означают всю графическую модель Mac OS X, начиная от слоя прорисовки и заканчивая композитором. В этом значении термин в том числе покрывает Core Image и Core Video.

## Quartz 2D и Quartz Composer
Quartz 2D — преимущественно двумерная текстовая и графическая библиотека. Она поддерживает интерфейс Aqua, отображая двумерную графику, включая прорисовку «на лету» и сглаживание. Quartz позволяет рисовать текст с субпиксельной точностью; графика подвергается сглаживанию, которое включено по умолчанию, но может быть отключено.  В Mac OS X 10.4, Apple представила Quartz 2D Extreme, который позволяет Quartz 2D использовать поддерживаемые ГП (графические процессоры) для прорисовки. В Mac OS X 10.4.9 Quartz 2D Extreme по умолчанию отключен, предлагая мелкие скоростные улучшения в текущей реализации. 
Quartz Composer — это композитор, который используется Quartz 2D и другим прорисовщиками, такими как OpenGL, Core Image, и QuickTime. Начиная с Mac OS X 10.2, Quartz Composer использует ГП поддерживаемых графических карт, сильно увеличивая производительность. Эта технология известна как Quartz Extreme и по умолчанию она включена в системах с поддерживаемыми графическими картами. 